# Paratritania alternans
Paratritania alternans là một loài bọ cánh cứng trong họ Cerambycidae.